# Iglesia bizantina católica de Croacia y Serbia

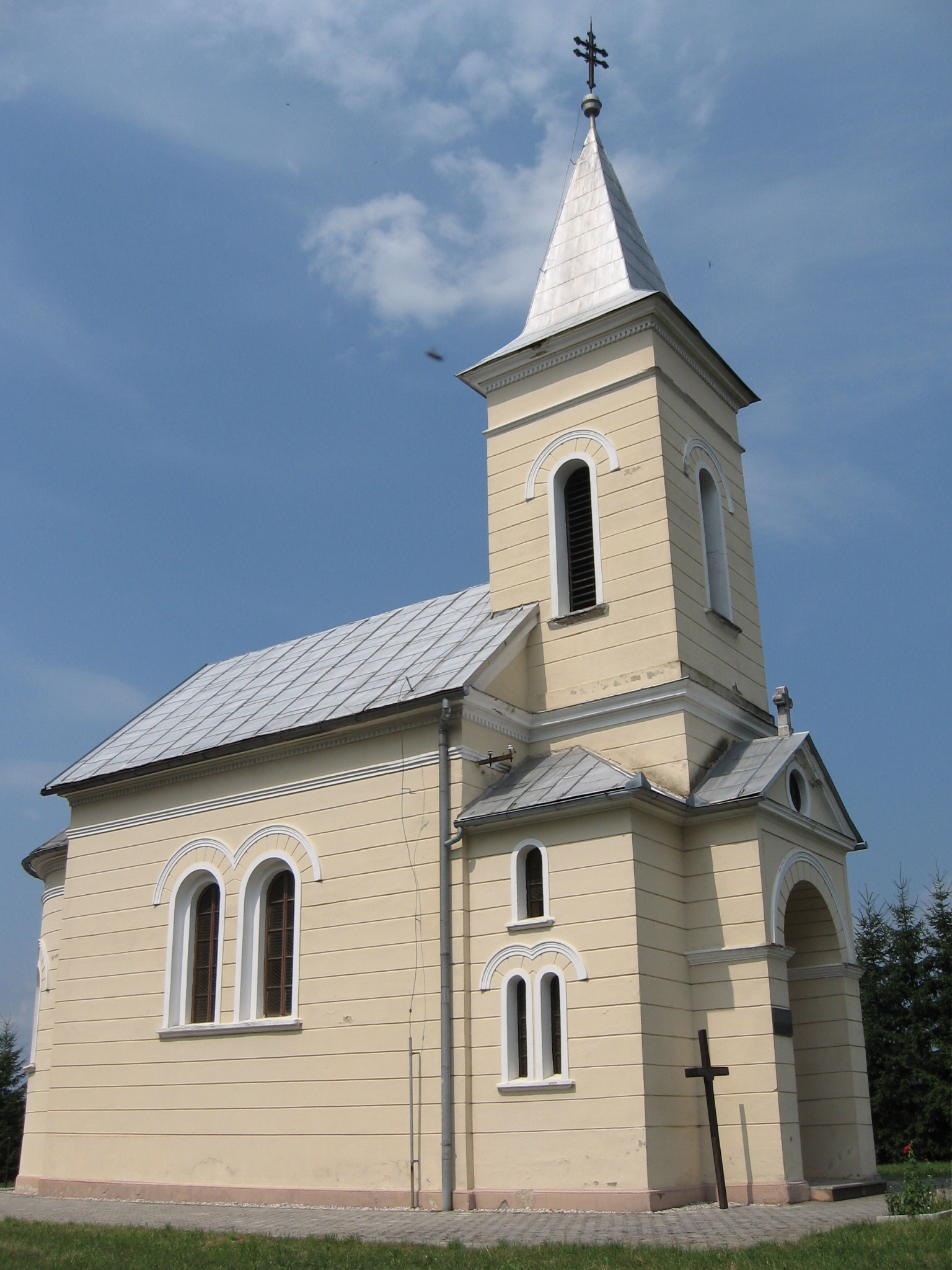
Iglesia de los Santos Cirilo y Metodio en Metliki, Eslovenia.

La Iglesia bizantina católica de Croacia y Serbia, Iglesia greco-católica croata o Iglesia católica bizantina de la eparquía de Križevci (en croata: Grkokatolička crkva u Hrvatskoj, en serbio: Гркокатоличка црква у Хрватској и Србији y en el Anuario Pontificio: Chiesa bizantina di Croazia e Serbia desde 2012 y antes Chiesa dei Bizantini dell' Eparchia di Krizevci) es una de las 24 Iglesias sui iuris integrantes de la Iglesia católica. Es una Iglesia oriental católica que sigue la tradición litúrgica constantinopolitana (o bizantina) en la que utiliza como lenguaje litúrgico el eslavo eclesiástico en alfabeto cirílico y en glagolítico y el ucraniano. Desde su división el 28 de agosto de 2003 la Iglesia carece de un jerarca que la presida y se divide en dos ramas independientes entre sí y bajo supervisión de la Congregación para las Iglesias Orientales. La eparquía de Križevci, que comprende Croacia, Bosnia y Herzegovina y Eslovenia, es sufragánea de la arquidiócesis metropolitana de Zagreb, y la eparquía de San Nicolás de Ruski Krstur (ex exarcado apostólico de Serbia), que comprende Serbia incluyendo a Kosovo y hasta el 19 de enero de 2013 incluyó también Montenegro, está inmediatamente sujeta a la Santa Sede. Los obispos de ambas jurisdicciones integran la Conferencia Episcopal Internacional de los Santos Cirilo y Metodio.

## Historia

### Antecedentes
La evangelización de los serbios se hizo oficial cuando el kniaz Mutimir Vlastimirović aceptó la soberanía bizantina y adoptó el cristianismo, por lo que el patriarca Ignacio de Constantinopla creó la diócesis de Ras en 871.
Las guerras con el Imperio otomano hicieron que a fines del siglo XVI y principios del siglo XVII algunos serbios de Dalmacia y de Bosnia pertenecientes a la Iglesia ortodoxa serbia se establecieran en áreas controladas por el Reino de Hungría en Croacia y Eslavonia. La primera emigración significativa fue entre 1530 y 1539 cuando un gran número de uscocos de las áreas circundantes de Glamoč en Bosnia y de la cuenca del río Cetina en el interior de Dalmacia fueron trasladados a Žumberak. Entre ellos había sacerdotes ortodoxos. La siguiente migración fue a finales del siglo XVI, estableciéndose en la Frontera militar. En 1609 el patriarcado ortodoxo serbio creó la eparquía de Vretanija (Vretanijska eparhija) con sede en el monasterio de San Miguel Arcángel de Marča (creado ese año sobre el destruido monasterio católico de Todos los Santos, cerca de Čazma), siendo su primer obispo Simeón Vratanja (otros autores creen que la eparquía fue creada entre 1578 y 1597). Esta eparquía era la más occidental del patriarcado y cubría a todos los serbios ortodoxos de Croacia. Sus derechos de permanencia fueron garantizados por el emperador Fernando III de Habsburgo con el estatuto Satuta Valachorum.

### Eparquía de Marča

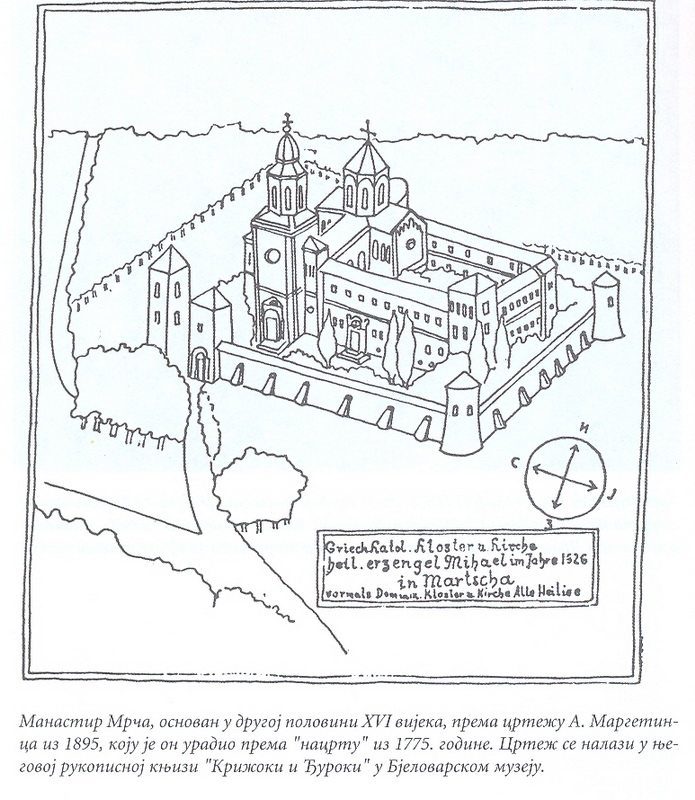
Monasterio de Marča.

En 1609 Martin Dobrović, capellán de la guarnición alemana en Ivanić y serbio converso al catolicismo, recibió autorización del papa Paulo V para convertir a la fe católica a los emigrados serbios. Como los monjes de Marča estuvieron de acuerdo en reconocer al papa, Dobrović convenció a Vratanja de viajar con él a Roma, en donde firmó el 19 de noviembre de 1611 con el cardenal Roberto Belarmino el reconocimiento de la jurisdicción papal tomando como modelo la Unión de Brest bajo los términos del Concilio de Florencia, lo que fue confirmado por el papa Paulo V el 21 de noviembre de 1611 con el decreto Divinae Majestatis arbitrio. Por este decreto fue creada la eparquía de Marča (Maciensum y en serbio: Марчанска епархија) o eparquía de Svidnik (Svidnička eparhija) involucrando a unos 60 000 serbios ortodoxos de Eslavonia, Croacia y Hungría, pero principalmente de la Frontera militar del Sacro Imperio Romano Germánico. El papa reconoció también en el decreto al monasterio de Marča todos los privilegios que tenía el monasterio de Todos los Santos y nombró a Vratanja como su archimandrita.
La eparquía continuó usando el eslavo eclesiástico, el alfabeto cirílico y el calendario juliano y Vratanja no rompió la comunión con el patriarca serbio, quien lo depuso en 1628. En 1644 el emperador Fernando III de Habsburgo designó eparca a Vasilije Predojević sin consultar al patriarca serbio como se había hecho con los otros sucesores de Vratanja. En 1670 el eparca Gabriel Mijakić fue depuesto y encarcelado hasta su muerte en 1686 por participar en la Conjura de los magnates contra la monarquía de los Habsburgo.
Existió un sistema de semiunión hasta la designación de Pavle Zorčić el 20 de noviembre de 1671, momento en que todos los sacerdotes de la eparquía de Marča que no aceptaron la unión fueron deportados a Malta.

### Vicaría general
Como la eparquía estaba en el territorio de la diócesis de Zagreb, después de la muerte de Vratanja en 1630 y del obispo de Zagreb, Petar Dimitrović, en 1628 se produjo un conflicto entre ambas diócesis hasta que con la designación de Zorčić en 1671 la eparquía fue rebajada a vicaría general de la diócesis de Zagreb. Los eparcas de Marča pasaron a ser obispos auxiliares y el papa los nombró obispos titulares de Platæa. En 1681 Zorčić creó un seminario en Zagreb.
En 1634 fue restaurada la eparquía ortodoxa como Lepavinski o Severinska, sufragánea de Belgrado-Karlovac, siendo abolida en 1750.
En 1690 el arzobispo ortodoxo de Peć y patriarca serbio Arsenije III Čarnojević lideró una gran emigración de serbios desde el Imperio otomano al territorio de la monarquía de los Habsburgo por invitación del emperador Leopoldo I de Habsburgo. Este emperador promulgó el 11 de diciembre de 1690 el Diploma de Protección de los serbios y su religión y otorgó al patriarca (residente en Sremski Karlovci) jurisdicción espiritual y secular sobre todos los cristianos de rito bizantino del Imperio, ortodoxos y católicos. Esto provocó que la mayoría de los fieles de la eparquía de Marča pasara a la ortodoxia por presión del patriarca. El 17 de noviembre de 1735 monjes ortodoxos serbios ocuparon por la fuerza el monasterio de Marča y el 17 de junio de 1737 lo incendiaron cuando una decisión judicial los obligó a devolverlo, por lo que la administración de la vicaría general se trasladó en Pribić.
En 1751 se asentaron en Voivodina ucranianos y rusniacos greco-católicos de Transcarpatia, desde donde en el siglo XVIII pasaron a Eslavonia Oriental.

### Eparquía de Pakrac
Luego de la restauración en 1557 del patriarcado de Peć en territorio otomano, el patriarca estableció la eparquía de Požega en la Eslavonia turca antes de 1585. La Gran Guerra Turca permitió que el Imperio de los Habsburgo se apoderara de Eslavonia con su población serbia ortodoxa entre 1687 y 1691. El ex vicario general de la metrópolis de Belgrado y Sirmia y archimandrita Petronije Ljubibratić, que huyó del territorio turco y adhirió a la unión en 1693, fue designado por el emperador el 31 de marzo de 1694 como eparca de Sirmia. El 4 de marzo de 1695 el emperador Leopoldo I confirmó en sus cargos a los obispos serbios de su territorio, pero no al de Požega cuya diócesis quedó suprimida y bajo jurisdicción patriarcal. Cuando Ljubibratić no pudo sostenerse en su sede de Sirmia se trasladó a Pakrac en 1697 y el 26 de mayo de 1699 el emperador Leopoldo I creó la eparquía de Pakrac para los greco-católicos de Eslavonia, Bačka, Sirmia, Voivodina y el Banato, designándolo como su obispo. Ljubibratić murió el 10 de diciembre de 1703 y su sobrino y vicario general de la eparquía, Janićije Ljubibratića, vendió las propiedades de la eparquía en Pakrac al patriarca serbio. El 17 de mayo de 1705 el patriarca designó un vicario en la eparquía, que se transformó en diócesis ortodoxa en 1708.

### Eparquía de Križevci
Luego de períodos de tensión entre católicos y ortodoxos serbios, a instancias de la emperatriz María Teresa I de Austria, el 17 de junio de 1777 con la bula Charitas illa el papa Pío VI creó la eparquía de Križevci, para los católicos bizantinos en los territorios húngaros de Croacia y Eslavonia. El 23 de junio de 1777 fue designado su primer eparca, Vasilije Božičković. El obispo eparca pasó a ser sufragáneo de la arquidiócesis metropolitana de Esztergom, primada de Hungría, hasta el 11 de diciembre de 1852 en que pasó a ser sufragánea de la nueva arquidiócesis metropolitana de Zagreb. La sede del eparca estuvo en Gornji Tkalec hasta que en 1801 pasó a Križevci.
Los límites de la eparquía se ampliaron en la medida en que el Imperio austrohúngaro aumentó su territorio en los Balcanes. Al finalizar la Primera Guerra Mundial, en 1918 fue creado el Reino de los Serbios, Croatas y Eslovenos (Yugoslavia desde 1929), y todos los católicos de rito bizantino de ese país quedaron bajo jurisdicción de la eparquía de Križevci. Se incluyó al pequeño número de macedonios greco-católicos que pertenecieron al vicariato apostólico de Macedonia, suprimido en 1926, y a un pequeño grupo de greco-católicos rumanos del Banato que utilizan el eslavo eclesiástico.
La eparquía reunió a greco-católicos de 6 grupos étnicos distintos, pero de tradición bizantina eslavónica: croatas de la villa de Žumberak; rutenos en Eslavonia, Voivodina y norte de Bosnia; ucranianos; serbios; macedonios eslavos en Macedonia; y rumanos en Voivodina.

### Unión en Dalmacia
Durante la guerra de Candía en 1648 un gran número de serbios ortodoxos encabezados por el obispo Epifanio Stefanovic y los monjes del monasterio de Krka huyeron del territorio otomano al de la República de Venecia. El 1 de noviembre de 1648 Stefanovic declaró su unión a la Iglesia católica en presencia del capuchino Bartolomé de Verona, pero murió poco después y los monjes rechazaron la unión. La Paz de Karlowitz en 1699 y Tratado de Passarowitz en 1718 permitieron a Venecia gobernar toda Dalmacia y todos los serbios ortodoxos del área quedaron bajo la jurisdicción del metropolitano griego ortodoxo de Filadelfia residente en Venecia. En 1690 hubo un nuevo intento de unión y Nikodim Bušovice el 24 de junio de 1693 fue nombrado obispo de Dalmacia tras haber hecho profesión de fe católica el 4 de septiembre de 1692, pero revirtió a la ortodoxia al ser desaprobado por los monjes de Krka y por el patriarca serbio Arsenije III Čarnojević. En 1797 Venecia pasó a ser parte del Imperio austríaco y el área quedó en la jurisdicción de la eparquía de Križevci. La unión se efectivizó en 1832 cuando 3 párrocos de la eparquía ortodoxa de Šibenik: Peter Krička -pastor de Kričke-, Marko Bušovice Krička -pastor de Baljci- y Pacomio Krička -pastor de Vrlika- con sus fieles decidieron entrar en comunión con la Iglesia católica. En enero de 1835 fueron consagradas las iglesias de la Santa Virgen en Kričke y de la Transfiguración del Señor en Baljci. En 1846 eran 878 fieles y luego declinó su número hasta desaparecer durante la Segunda Guerra Mundial cuando las iglesias de Kričke y de Baljci fueron quemadas y destruidas por los chetniks en 1942, quedando inactivo el vicariato de Dalmacia. En 2010 comenzó su reconstrucción.

### Administración apostólica de Bosnia y Herzegovina
En 1890 comenzaron a establecerse en Bosnia y Herzegovina, entonces parte del Imperio austrohúngaro, fieles greco-católicos ucranianos de Galitzia, que en pocos años llegaron a unos 10 000. Estos fieles contaban con sacerdotes llegados de Galitzia y en 1900 fueron incluidos en la eparquía de Križevci. En 1902 fueron visitados por el archieparca de Leópolis, Andrey Sheptytsky, quien solicitó a la Santa Sede que le permitiera nombrarles un vicario. En 1909 la solicitud fue aceptada y Josip Zuka fue designado vicario general de los greco-católicos de rito ucraniano en Bosnia y Herzegovina, quedando separada de la eparquía de Križevci. En 1914 el papa creó la administración apostólica para los greco-católicos rutenos de Bosnia y Herzegovina (Administratio apostolica catholicorum graeco rutheni ritus in Bosnia et Herzegovina) nombrando al canónigo de la arquidiócesis de Leópolis, Aleksey Bazyuk, como administrador apostólico. La sede fue establecida en Sarajevo hasta que en 1916 fue trasladada a Bania Luka. El nombre ruteno era todavía común en la nomenclatura eclesial para designar a lo que hoy son greco-católicos ucranianos y rutenos. En 1924 la administración apostólica fue abolida y su territorio incorporado a la eparquía de Križevci.
El 15 de abril de 1978 el administrador de la eparquía de Križevci, Gabriel Bukatko, restableció la vicaría de Eslavonia-Bosnia incluyendo a los fieles greco-católicos de rito bizantino en Bosnia y Herzegovina. En 2005 el eparca Slavomir Miklovš creó la vicaría de Bosnia y Herzegovina (Grkokatolički vikarijat Križevačke eparhije u Bosni i Hercegovini) ajustada a los límites de ese país y renombró la de Eslavonia-Bosnia a Eslavonia-Srijem.

### División de la eparquía de Križevci
El 11 de enero de 2001, después de la disolución de Yugoslavia, el papa Juan Pablo II estableció el exarcado apostólico de Macedonia, nombrando al obispo latino de Skopie como exarca. Desde ese momento la Iglesia católica bizantina macedonia comenzó a ser reconocida como una Iglesia sui iuris independiente del eparca de Križevci.
El 28 de agosto de 2003 fue creado un exarcado apostólico para los católicos bizantinos de Serbia y Montenegro, el cual quedó asociado a la eparquía de Križevci. Su primer exarca es Djura Džudžar. Tiene sede en Ruski Krstur, una villa de mayoría rutena en Voivodina.

## Circunscripciones eclesiásticas
De acuerdo al Anuario Pontificio 2018 en la Iglesia bizantina católica de Croacia y Serbia a fines de 2017 existían las siguientes circunscripciones eclesiásticas:
| Circunscripción             | Tipo                                      | País/países                              | Provincia eclesiástica                | Ciudad sede  | Fieles bautizados (2017) | Obispos | Parroquias | Sacerdotes seculares | Sacerdotes religiosos | Religiosos | Religiosas | Diáconos permanentes | Seminaristas |
| --------------------------- | ----------------------------------------- | ---------------------------------------- | ------------------------------------- | ------------ | ------------------------ | ------- | ---------- | -------------------- | --------------------- | ---------- | ---------- | -------------------- | ------------ |
| Križevci                    | Eparquía sufragánea                       | Croacia, Bosnia y Herzegovina, Eslovenia | Zagreb                                | Križevci     | 21 121                   | 1       | 46         | 44                   | 0                     | 0          | 41         | 0                    | 4            |
| San Nicolás de Ruski Krstur | Eparquía (exarcado apostólico hasta 2018) | Serbia (incluy. Kosovo)                  | Inmediatamente sujeta a la Santa Sede | Ruski Krstur | 21 845                   | 1       | 21         | 19                   | 2                     | 2          | 61         | 0                    | 3            |
| TOTAL                       | -                                         | -                                        | -                                     | -            | 42 966                   | 2       | 67         | 63                   | 2                     | 2          | 102        | 0                    | 7            |

### Eparquía de Križevci
La eparquía de Križevci (en latín Dioecesis Crisiensis) de acuerdo al Anuario Pontificio 2016 tiene 46 parroquias en 3 vicariatos, 21 250 fieles, 32 sacerdotes seculares, 5 seminaristas y 41 religiosas. En 2005 los fieles se discriminaban en: 15 566 en Croacia, 4776 en Bosnia y Herzegovina, 1298 en Eslovenia. Por su origen étnico, la discriminación era: 7830 croatas, 6294 rutenos (rusniacos) y 2295 ucranianos.
Aunque la catedral de la Santísima Trinidad está en Križevci, al noreste de Zagreb, las oficinas de la eparquía fueron trasladadas a Zagreb en 1966, en donde se halla un seminario y la concatedral de los Santos Cirilo y Metodio. El obispo eparca (o vladica) es desde el 25 de mayo de 2009 Nikola Kekić.
La eparquía tiene 3 vicarías activas, cada una con un sincelo al frente, y una inactiva:
- Vicaría de Žumberak (Žumberački vikarijat), comprende el centro de Croacia (condados de Karlovac, Krapina-Zagorje, Zagreb, Bjelovar-Bilogora, Koprivnica-Križevci y la Ciudad de Zagreb) y la totalidad de Eslovenia. Fue fundada el 15 de abril de 1978 y estuvo vacante desde 1983 hasta 2009. Se compone de 2 decanatos: Žumberački dekanat con 7 parroquias en Croacia (en Grabar, Kašt, Mrzlo Polje, Pećno, Radatovići, Sošice y Stojdraga) y dos en Eslovenia (en Drage y en Metlika); y el Stolni dekanat en Croacia con 7 parroquias (en Dišnik, Karlovac, Križevci, Prgomlje, Pribić, Stenjevec y Zagreb), un centro pastoral en Jastrebarsko y un centro espiritual en Samobor.[15]
- Vicaría de Eslavonia-Srijem (Slavonsko srijemski vikarijat), comprende todas las parroquias en la parte nororiental de Croacia (condados de Brod-Posavina, Varaždin, Sisak-Moslavina, Osijek-Baranya, Vukovar-Sirmia, Međimurje, Virovitica-Podravina y Požega-Eslavonia). Fue fundada el 15 de abril de 1978 como Eslavonia-Bosnia y dividida y renombrada en 2005, pero reactivada el 26 de octubre de 2009. La mayoría de sus fieles son ucranianos y rusniacos. Se compone de 2 decanatos: Slavonski dekanat con 7 parroquias (en Gornji Andrijevci, Kaniža, Lipovljani, Osijek, Sibinj, Slavonski Brod y Šumeće); y Vukovarski dekanat con 8 parroquias (en Berak, Donji Andrijevci, Mikluševci, Petrovci, Piškorevci, Rajevo Selo, Vinkovci y Vukovar).
- Vicaría de Bosnia y Herzegovina (Grkokatolički vikarijat u Bosni i Hercegovini), comprende en Bosnia y Herzegovina 10 parroquias (en Bania Luka, Cerovljani, Derventa, Devetina, Kamenica, Kozarac, Lepenica, Lišnja, Prnjavor y Dubrava Stara) y un centro espiritual en Prnjavor. Fue creada en 2005 y reactivada el 26 de octubre de 2009. Los fieles son ucranianos y hay solo unas pocas familias de greco-católicos de Žumberak.
- Vicaría de Dalmacia (Dalmatinski vikarijat), fue fundada en 1836 e incluyó la capellanía militar de Zadar. Está vacante desde 1942 y en 2009 comenzó su reactivación. Está bajo la administración del párroco de Jastrebarsko de la vicaría de Žumberak y cuenta con unos 600 fieles emigrados al área. Sus tres parroquias históricas permanecen vacantes (Kričke, Baljci y Vrlika).[16] Comprende en Istria y Dalmacia los condados de Primorje-Gorski Kotar, Lika-Senj, Istria, Zadar, Šibenik-Knin, Split-Dalmacia y Dubrovnik-Neretva.

Eparcas de Marča
- Simeon Vratanja (1611-1630)
- Maksim Predojević (1630-1642)
- Gabrijel Predojević (1642-1644)
- Vasilije Predojević (1644-1648)
- Sava Stanislavić (1648-1661)
- Gabriel Mijakić (1662-1670)

Vicarios del obispo de Zagreb
- Pavao Zorčić (1671-1685)
- Marko Zorčić (1685-1688)
- Izaija Popović (1689-1699)
- Gabrijel Turčinović (1700-1707)
- Grgur Jugović (1707-1709)
- Rafael Marković (1710-1726)
- Grgur Vučinić (1727-1732)
- Silvestar Ivanović (1734-1735)
- Teofil Pašić (1738-1746)
- Gabrijel Palković (1751-1759)

Eparcas de Križevci
- Vasilije Božičković (1777-1785)
- Jozafat Bastašić (1785-1795)
- Silvestar Bubanović (1794-1810)
- Konstantin Stanić (1810-1830)
- Gabrijel Smičiklas (1834-1856)
- Đorđe Smičiklas (1857-1881)
- Ilija Hranilović (1883-1889)
- Julije Drohobeczky (1891-1917)
- Dionizij Njarady (1920-1940)
- Janko Šimrak (1942-1946)
- vacante (1946-1960)
- Gabriel Bukatko (1960-1961)
- vacante (1961-1983), con Joakim Segedi como obispo auxiliar
- Slavomir Miklovš (1983-2009)
- Nikola Kekić (2009 - en el cargo)

### Eparquía de San Nicolás de Ruski Krstur

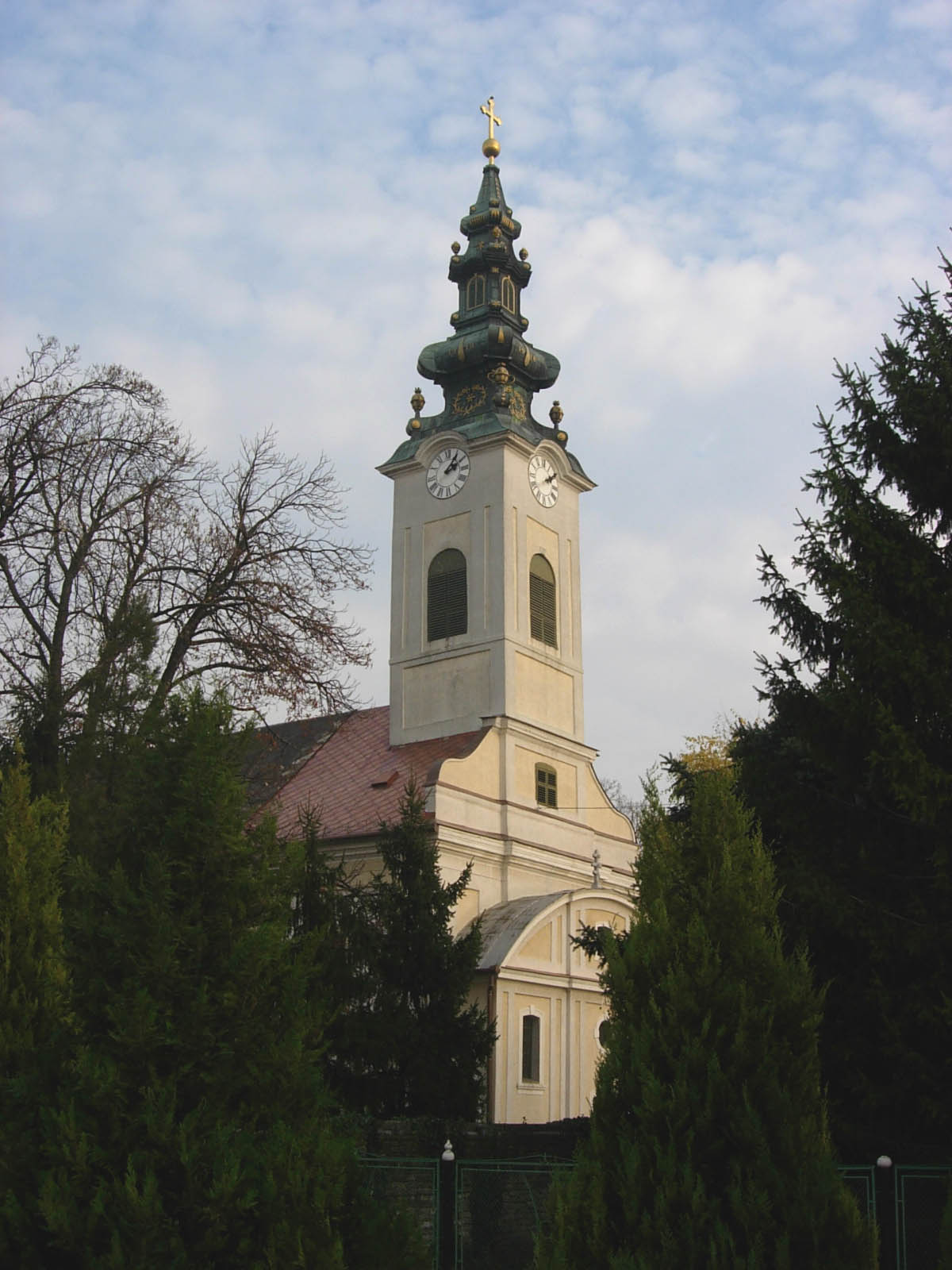
Catedral de Ruski Krstur

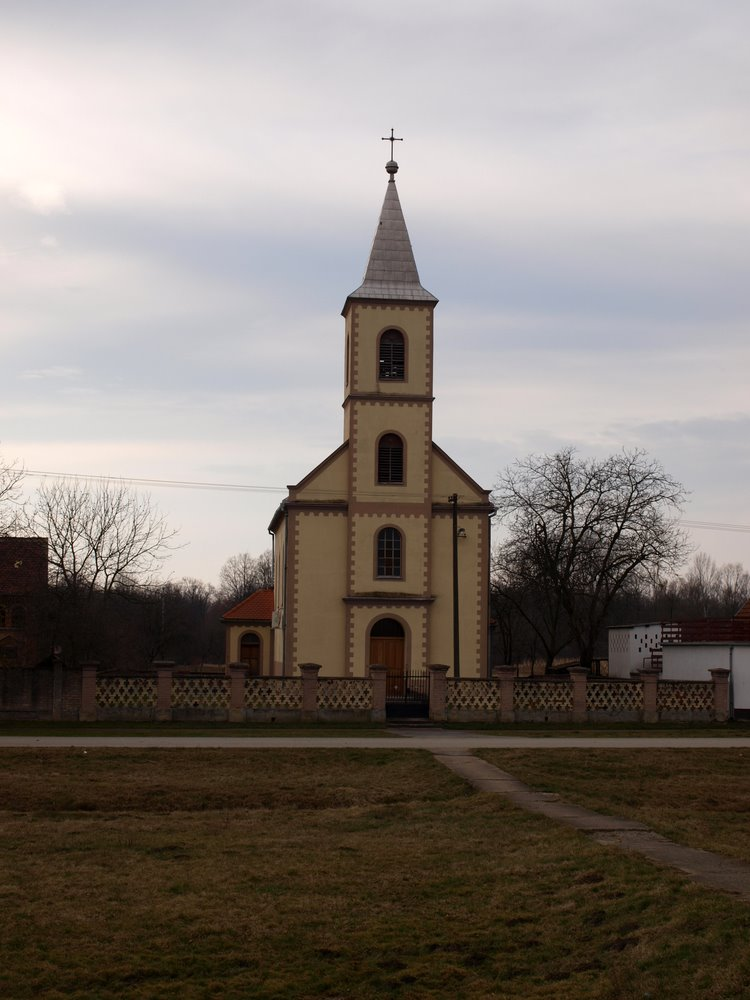
Iglesia greco-católica en Kaniži

La eparquía de San Nicolás de Ruski Krstur fue creada el 6 de diciembre de 2018 por el papa Francisco sobre la base del exarcado apostólico de Serbia (en latín: Exarchia Apostolica pro fidelibus ritus byzantini in Serbia). De acuerdo al Anuario Pontificio 2016 tiene 21 parroquias, 21 995 fieles, 18 sacerdotes seculares, 2 sacerdotes religiosos, 6 seminaristas, 2 religiosos y 65 religiosas. La mayoría de sus fieles son rutenos y ucranianos de Voivodina y solo unos 500 son croatas. La catedral de San Nicolás se halla en Ruski Krstur en Voivodina, pero la sede está en Novi Sad. Hasta el 19 de enero de 2013 incluyó también Montenegro, por lo que su nombre original fue exarcado apostólico de Serbia y Montenegro. Luego de un concordato entre la Santa Sede y Montenegro que acordó que las jurisdicciones católicas debían ajustarse a los límites del país, el decreto Attenta norma de la Congregación para las Iglesias Orientales del 19 de enero de 2013 dispuso que los escasos fieles bizantinos de Montenegro dependieran de la arquidiócesis de Bar y de la diócesis de Kotor.
Tiene tres vicarías:
- Vicaría de Bačka (Bačko), cuyas las parroquias se hallan en: Ruski Krstur, Đurđevo, Kucura, Novi Sad, 2 en Vrbas, Gospođinci, Kula, Novo Orahovo y Subotica.
- Vicaría de Sirmia (Sremsko), cuyas las parroquias se hallan en: Sremska Mitrovica, Šid, Bačinci, Berkasovo e Inđija.
- Vicaría de Belgrado-Banato (Beogradsko-banatsko), cuyas las parroquias se hallan en: Belgrado, Markovac, 2 en Vršac y Jankov Most.

El único obispo eparca (hasta el 6 de diciembre de 2018 era exarca apostólico y obispo titular de Acrasso) es desde el 28 de agosto de 2003 Djura Džudžar.

### Diáspora
Entre 1880 y 1920 se produjo una emigración croata a los Estados Unidos, radicándose greco-católicos en ciudades como Cleveland, Chicago y Pittsburgh. Dos comunidades fueron formadas en 1901 y pasaron a dependencia de la Iglesia greco-católica rutena en 1938. La parroquia Ss Peter & Paul Croatian Greek-Catholic de Chicago fue creada en 1905 y fue suprimida en 1981 y la parroquia de St Nicholas the Wonderworker Croatian Greek-Catholic en Cleveland (Ohio) fue creada en 1902 y continúa existiendo.